# Diecezja Dundee
Diecezja Dundee – diecezja Kościoła rzymskokatolickiego w Republice Południowej Afryki, w metropolii durbańskiej. Została erygowana w 1958 roku jako prefektura apostolska. W 1982 stała się diecezją. 